# Bleach: Hell Chapter
Bleach: Hell Chapter (яп. 劇場版 BLEACH 地獄篇, Врата Ада) — японский анимационный фильм режиссера Нориюки Абэ. Это четвёртый анимационный фильм снятый по мотивам манги и аниме «Блич», и выпущенный 4 декабря 2010 года в Японии. Сценарий был написан Масахиро Окубо и Нацуко Такахаси, а Тайто Кубо автор манги, руководил производством.
Была опубликована специальная глава манги под названием Imaginary Number 01: The Unforgivens, в которой Сюрен противостоит Заэлю Апорро Гранцу и Аарониро Арруруэри в Аду. Кроме того, в ознаменование выпуска фильма была также выпущена рекламно-информационная книга под названием Bleach: Official Invitation Book The Hell Verse. DVD был выпущен 25 августа 2011 года в Японии. Английский дубляж был выпущен на DVD и Blu-ray 4 декабря 2012 года в США и 24 февраля 2013 года в Великобритании.

## Сюжет
В городе Каракура появляются врата ада, из которых выходят странные духи, называемые Непрощённые (Unforgiven), во главе с Сюреном. Рукия Кучики и Рэндзи Абараи направлены Сообществом душ для проведения расследования. Тем временем Непрощённые похищают сестру Ичиго Куросаки — Юдзу. Непрощённый-отшельник Кокуто спасает Карин Куросаки от похищения, а также убеждает Ичиго сопровождать его по дороге ко вратам ада, во время которой Внутренний пустой Ичиго — Холоу начинает спонтанно появляться, и Кокуто предупреждает Ичиго, что он может потерять контроль над Холоу, если не перестанет пользоваться маской пустого. Ичиго, Рукия, Рэндзи, Исида и Кокуто в битве с Сюреном и другими Непрощёнными узнают, что Сюрен планирует использовать Ичиго, чтобы избежать попадания в ад.

## Роли озвучивали
| Персонаж       | Сейю             |
| -------------- | ---------------- |
| Ичиго Куросаки | Морита Масакадзу |
| Рукия Кучики   | Фумико Орикаса   |
| Рэндзи Абараи  | Ито Кэнтаро      |
| Урю Исида      | Нориаки Сугияма  |
| Орихимэ Иноуэ  | Юки Мацуока      |
| Ясутора Садо   | Хироки Ясумото   |
| Иссин Куросаки | Тосиюки Морикава |
| Юдзу Куросаки  | Аюми Сэна        |
| Карин Куросаки | Риэ Кугимия      |
| Кокуто         | Кадзуя Накаи     |
| Сюрен          | Тору Фуруя       |
| Гундзё         | Масаки Айдзава   |
| Гарогай        | Кэйко Сакай      |
| Тайкон         | Кодзо Сиоя       |
| Муракомо       | Бинбин Такаока   |

## Другие медиа
Экранизация ранобэ была опубликована 6 декабря 2010 года.
Сюрен появляется в видеоигре PSP Bleach: Heat the Soul 7 в качестве загружаемого игрового персонажа, а Кокуто появляется в видеоигре PS3 Bleach: Soul Resurrección в качестве обычного игрового персонажа.